# Alysia villosa
Alysia villosa är en stekelart som beskrevs av Robert A.Wharton 1986. Alysia villosa ingår i släktet Alysia och familjen bracksteklar. Inga underarter finns listade i Catalogue of Life.